# Phaisurella nigrifacies
Phaisurella nigrifacies là một loài tò vò trong họ Ichneumonidae.